# Корольов (корабель)
«Корольов» (рос. БДК-61, пізніше рос. БДК «Корольов») — великий десантний корабель проєкту 775, що дислокується на Військово-морській Базі Балтійського Флоту і входить до складу 71-ї Бригади десантних кораблів.

## Історія будівництва
Великий десантний корабель «БДК-61» закладений 12 лютого 1990 року на корабельні Stocznia Północna у Гданську Польської республіки. 16 листопада 1990 року корабель був спущений на воду. 5 січня 1992 року наказом Головнокомандувача ВМФ на кораблі було піднято Військово-Морський прапор. 

## Служба
З травня 2015 року по січень 2016 року  та з листопада 2016 року по травень 2017 року  «Корольов» виконував далекі походи в Середземне море.
На початку лютого 2022 року корабель перейшов у Чорне море .

## Тактико-технічні характеристики
- Довжина - 113 м
- Ширина - 15 м
- Осадка - 4,5 м
- Водотоннажність - 4700 т
- Швидкість ходу - 19 вузлів
- Автономність - 30 діб
- Дальність плавання - 4500 миль
- Мореплавність - необмежена
- 2 головні двигуни потужністю 2×9600 к.с.
- 3 ДГ потужністю 3×800 кВт

### Озброєння
- 2×2 реактивних комплекси «Гроза» — корабельна реактивна система залпового вогню (РСЗВ) МС-73 (Град-М)
- 2×6 зенітних артилерійських комплексів (АК-630М)
- 1×1 універсальний артилерійський комплекс (АК-176)
- 1 станція управління зброєю
- 100 морських мін
- 1 станція освітлення повітряної та навідної обстановки
- 4 навігаційні станції
- 2×16 ПУ НУП РЕП
- 6 протидиверсійних гранатометів
- комплекс постановки димових завіс

перевозить:
- посилена десантно-штурмова рота морської піхоти
- 13 середніх танків

### Екіпаж
- офіцерів - 12 осіб;
- мічманів - 12 осіб;
- старшин та матросів - 74 осіб.